# 仲町 (青梅市)
仲町（なかちょう）とは、東京都青梅市にある地名。郵便番号は198-0082。

## 概要
市域中央部に位置する。JR青梅線をはさんで北側は青梅丘陵に面している。

## 歴史
「青梅市の歴史」「青梅町の歴史」も参照。
- 1875年(明治8年) - 青梅村より青梅町に変更（大字青梅の範囲）。
- 1889年（明治22年）4月1日 - 町村制の施行に伴い、青梅町、勝沼村、西分村、日向和田村が合併して神奈川県西多摩郡青梅町が発足（青梅市の青梅地区の範囲）。
- 1893年（明治26年）4月1日 - 東京府へ移管。
- 1943年（昭和18年）7月1日 - 東京都制施行。
- 1951年（昭和26年）4月1日 - 霞村、調布村との合併により青梅市が発足。同日青梅町廃止。大字青梅は青梅地区の一部となる。
- 1998年（平成10年）10月 - 青梅地区の大字青梅より分割された地名の一つとして現在に至る。

## 世帯数と人口
2021年（令和3年）3月1日現在の世帯数と人口は以下の通りである。
- 世帯数 - 210世帯
- 人口 - 403人

## 小・中学校の学区
市立小・中学校に通う場合、学区は以下の通りとなる。
| 町名 | 小学校             | 中学校             |
| ---- | ------------------ | ------------------ |
| 全域 | 青梅市立第一小学校 | 青梅市立第一中学校 |

## 公共機関

### 消防
- 東京消防庁青梅消防署（青梅市師岡町）
  - 第一分団（青梅地区）[7]

### 公園
- 仲町ポケットパーク

## 経済

### 金融機関（預貯金取扱金融機関）
- 青梅信用金庫中町支店
- りそな銀行東青梅支店青梅プラザ出張所
- きらぼし銀行青梅支店

## 地域

### 社会教育

#### 図書館
- 青梅図書館 - 以前は中央図書館の名称だったが、河辺駅前の中央図書館に移行したため改称。

#### 運動施設
- 青梅市弓道場

### その他
- 青梅駅前斎場

## 交通
- 東京都道28号青梅飯能線

都営バスのバス路線があり、JR青梅線・青梅駅へのアクセスも容易である。

## 名所・旧跡・社寺

### 社寺

#### 神社
- 秋葉神社
- 稲荷神社

#### 寺院など
- 梅岩寺 - しだれ桜の名所としても知られている。
- 七兵衛地蔵尊